# 세포소기관

일반적인 동물 세포 구조와 세포내 구성. 세포소기관은 다음과 같다. (1) 핵소체 (2) 세포핵 (3) 리보솜 (4) 소포 (5) 조면소포체 (6) 골지체 (7) 세포골격 (8) 활면소포체 (9) 미토콘드리아 (10) 액포 (11) 세포질 (12) 리소좀, (13) 중심소체

세포소기관(細胞小器官, 영어: organelle)은 세포생물학에서, 특수한 기능을 지닌 각각의 세포 구조를 의미하며, 진핵세포의 세포질 가운데 떠 있는 구조이다. 세포소기관은 현미경 및 세포 분류를 위해 구분된다.
일부 대형의 세포소기관은 세균이 다른 세포에 공생한 것으로부터 유래했을지 모른다는 내부공생설이 있다. 이는 아래와 같은 세포소기관은 세포의 DNA와는 다른 자신만의 DNA를 지니고 있기 때문이다.
- 엽록체
- 엽록체 이외의 색소체 - 백색체, 유색체, 유지방체, 아밀로플라스트, 에티오플라스트, 로도플라스트 등
- 미토콘드리아

그 밖에 세포소기관은 다음과 같다.
- 첨체
- 중심소체
- 섬모/편모
- 소포체
- 글라이옥시솜
- 골지체
- 리소좀
- 멜라닌소체
- 근원섬유
- 세포핵
- 괄호체
- 과산화소체
- 리보솜
- 액포
- 소포

기타 연관성 있는 구조는 다음과 같다.
- 세포액
- 내막계
- 뉴클레오솜
- 미세소관
- 세포막

## 같이 보기
- 세포
- 내부공생설